# Vesuv-Observatorium

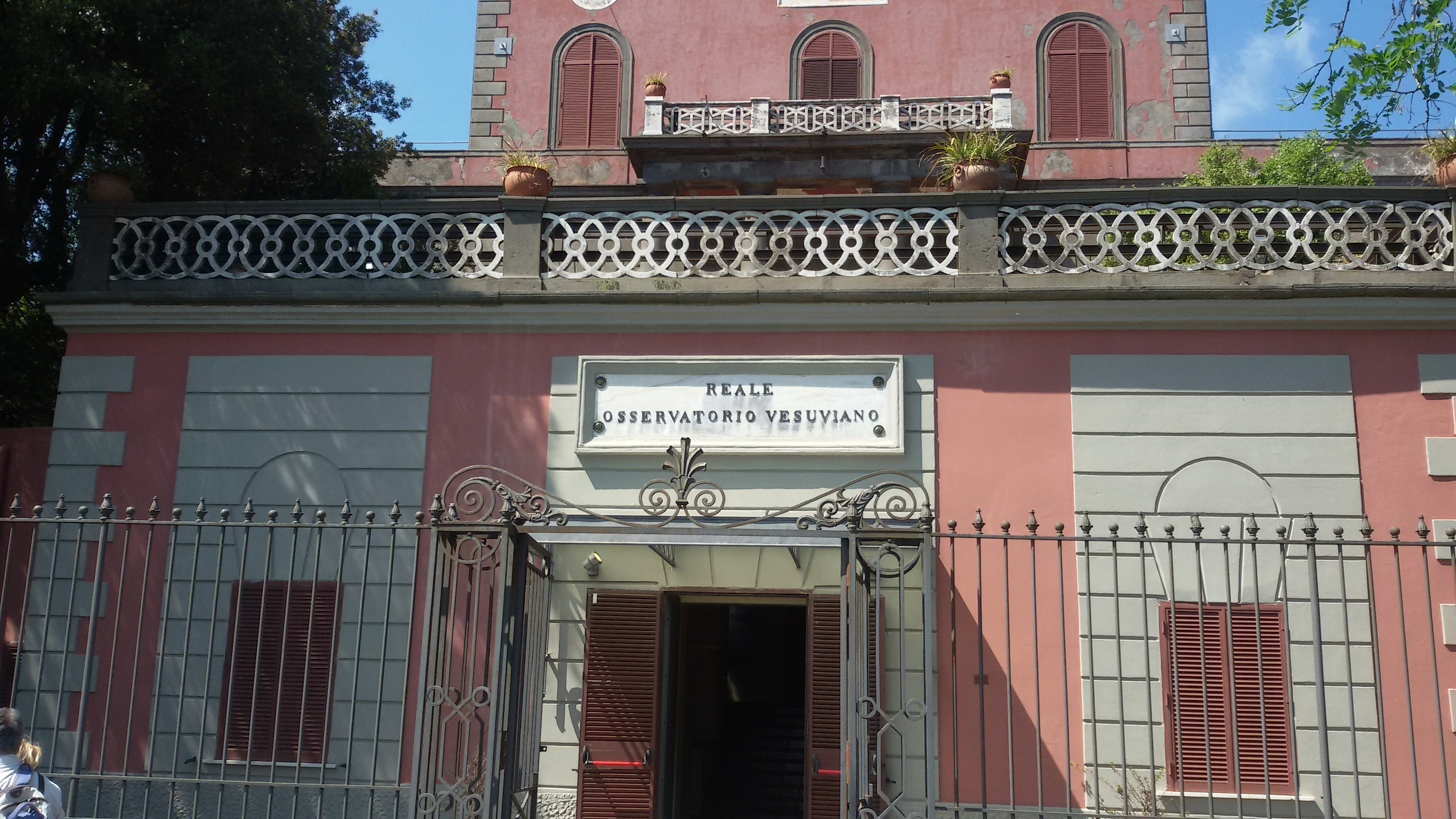
Vesuv-Observatorium (2016)

Das Vesuv-Observatorium (Osservatorio Vesuviano) ist ein wissenschaftliches Institut zur Erforschung und Beobachtung vulkanologischer und geophysikalischer Vorgänge und zur Beobachtung von Vulkanen. Zu seinen Aufgaben gehört insbesondere die Beobachtung der Gebiete Kampaniens mit aktivem Vulkanismus (Vesuv, Phlegräische Felder und Ischia).
Das Observatorium wird vom italienischen Ministerium für Bildung und Forschung (MIUR) als Teil des Nationalen Instituts für Geophysik und Vulkanologie betrieben und finanziert. Zu seinen Aufgaben gehört auch das Melden bedrohlicher Ereignisse an die Behörde für Zivil- und Katastrophenschutz; zu diesem Zweck unterhält es in Neapel ein ständig besetztes Überwachungszentrum.
In dem Gebäude aus dem Jahre 1841 am Hang des Vesuv sind ein Museum sowie Laboratorien und eine Bibliothek untergebracht.

## Geschichte
Die Einrichtung wurde 1841 gegründet. Es ist das älteste vulkanologische Institut der Welt. Zu den Direktoren des Observatoriums gehörten:
- Macedonio Melloni (1841–1848)
- Luigi Palmieri (1855–1896)
- Raffaele Vittorio Matteucci (1903–1911)
- Giuseppe Mercalli (1911–1914)
- Alessandro Malladra (1927–1935)